# 442 a.C.
Il 442 a.C. (CDXLII a.C. in numeri romani) è un anno  del V secolo a.C.

## Eventi
- Roma: 
  - consoli Marco Fabio Vibulano e Postumio Ebuzio Helva Cornicino